# 楊景淳
楊景淳（？—？），字木夫，號敦初，四川重庆府涪州軍籍，是一名明朝政治人物。

## 生平
万历十六年（1588年）戊子科四川鄉試舉人，十七年（1589年）登己丑科進士，工部觀政，授盐城知縣，萬曆十九年（1591年）調繁吴县知县，二十年十一月改荆州府教授，二十二年升國子監博士。時荆州守嘉会、江陵令孔贞一聘与雷思霈等修葺郡志，以博学洽聞著。丁憂歸，服闋，二十九年補原职，擢工部主事，三十一年調兵部主事，三十四年七月以驭下不严，降一级调外任用。

## 家族
曾祖楊正芳，訓導。祖父楊偉。父楊文薦。